# Apatelodes pandarioides
Apatelodes pandarioides is een vlinder uit de familie van de Apatelodidae. De wetenschappelijke naam van de soort is voor het eerst geldig gepubliceerd in 1905 door William Schaus.